# Lijst van burgemeesters van Clinge
Dit is een lijst van burgemeesters van de voormalige Nederlandse gemeente Clinge tot die in 1970 opging in de gemeente Hulst.
| Ambtsperiode | Naam burgemeester                              | Leefde        | Partij of stroming | Bijzonderheden                                   |
| ------------ | ---------------------------------------------- | ------------- | ------------------ | ------------------------------------------------ |
| 1796 - 1799  | Franciscus Elisius (François Eloij) van Duijse |               |                    | agent municipal                                  |
| 1799 - 1800  | Joannes Judocus (Jean Josse) van der Goore     | 1751-1820     |                    | agent municipal, later adjunct maire             |
| 1800 - 1817  | Jean Baptiste (Adrien) Seijdlitz               | 1764-ca. 1825 |                    | maire, daarna schout; tevens chirurgijn          |
| 1817 - 1825  | Jan de Rijck                                   |               |                    | schout                                           |
| 1825 - 1873  | Jan Francies Vercauteren                       | 1792-1880     |                    | burgemeester                                     |
| 1873 - 1887  | Petrus Vercauteren                             | 1833-1887     |                    | opvolger van zijn oom                            |
| 1887 - 1920  | Désiré Philippus Franciscus Vercauteren        | 1861-1920     |                    | opvolger van zijn vader                          |
| 1921 - 1926  | Constantinus Franciskus de Deckere             | 1855-1926     |                    |                                                  |
| 1926 - 1938  | Johannes Wilhelmus Vienings                    | 1871-1944     | RKSP               |                                                  |
| 1938 - 1944  | Paul Victor Marie Vercauteren                  | 1899-1975     |                    | zoon van Désiré Philippus Franciscus Vercauteren |
| 1944         | Cyrillus van Duijse                            | geb. 1897     | NSB                | tevens burgemeester van Hulst                    |
| 1945 - 1970  | Paul Victor Marie Vercauteren                  | 1899-1975     | KVP                | vanaf 1964 waarnemend                            |